# Rodrigo Piedrahita
Rodrigo Antonio Piedrahita Moncada (ur. 1984, zm. 8 listopada 2007) – kolumbijski zapaśnik w stylu wolnym. Zajął 46 miejsce na mistrzostwach świata w 2007. Brązowy medal igrzysk panamerykańskich w 2007. Złoty medal na igrzyskach Ameryki Południowej i brązowy na igrzyskach Ameryki Środkowej i Karaibów w 2006. Wicemistrz igrzyska boliwaryjskich w 2005 roku. Zginął w strzelaninie ulicznej w 2007 roku.